# Acción a distancia

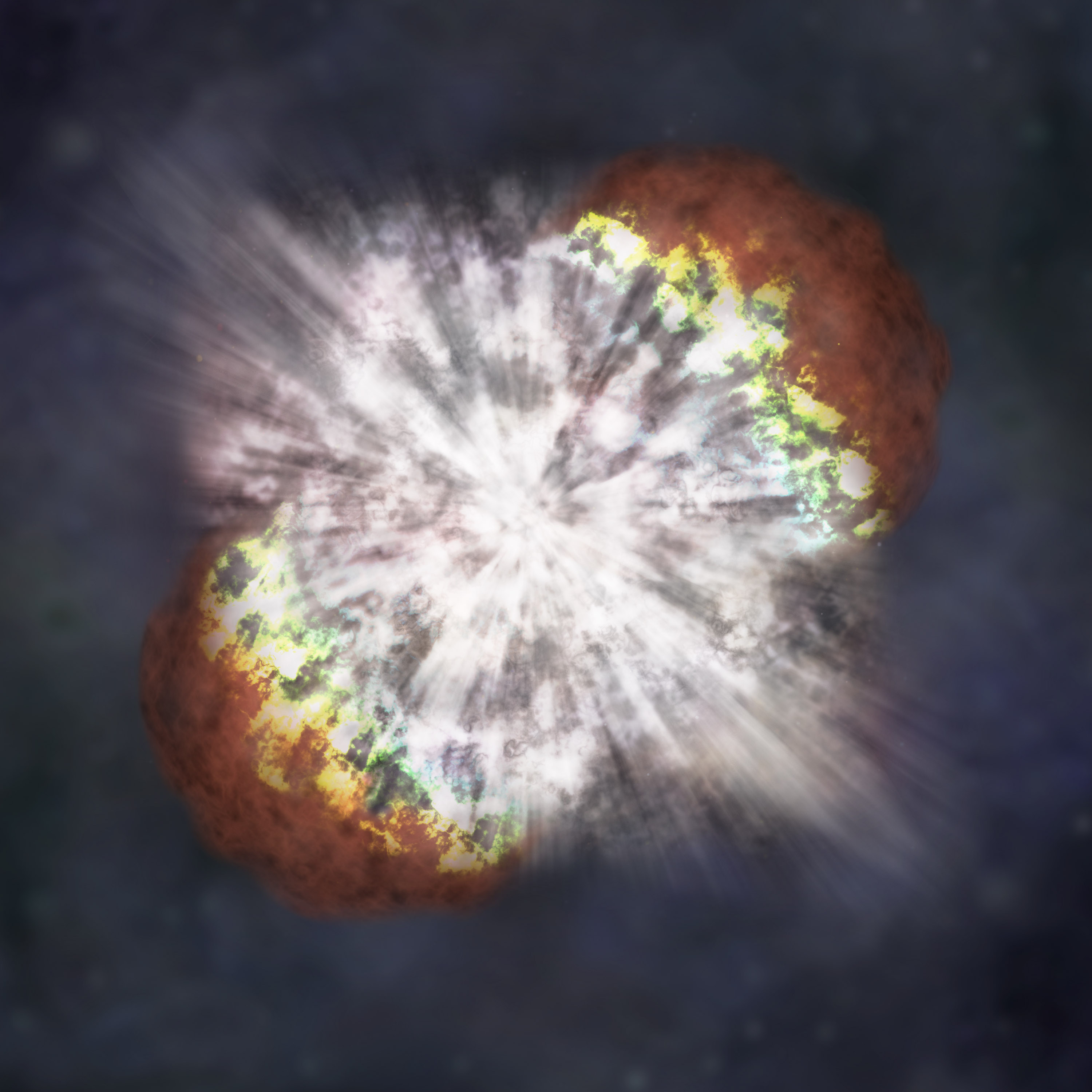
Representación artística de la explosión de la supernova SN 2006gy, situada a 238 millones de años luz. De ser válido el principio de acción a distancia, las perturbaciones de origen gravitatorio de este estallido nos afectarían inmediatamente, más tarde nos llegarían las de origen electromagnético, que se transmiten a la velocidad de la luz.

La acción a distancia es una característica de las descripciones prerrelativistas de los campos de fuerzas de partículas que interactúan entre sí. Esta propiedad implica que para cada instante de tiempo las fuerzas sobre una partícula concreta debida a otras partículas depende de las posiciones de esas otras partículas en el mismo instante, como si la fuerza "se transmitiera instantáneamente" o existiera una "acción a distancia" por parte de las otras partículas. El principio de localidad es una propiedad de las teorías físicas donde no puede darse la acción a distancia en ninguna de sus formas

## Acción a distancia y relatividad del tiempo
Actualmente se conoce que las teorías que tienen la propiedad de acción a distancia, no son una descripción adecuada de la realidad y como mucho solo una aproximación conveniente en el caso de partículas que se mueven con velocidades mucho menores que la velocidad de la luz. Esto se debe al carácter relativo del tiempo. Más explícitamente, el carácter probadamente relativo del tiempo medido por diferentes observadores en diferentes estados de movimiento, implica que no puede existir una asignación objetiva del instante de tiempo a todos los eventos, que sea válida para todos los observadores a la vez. Esa dificultad implica que no es posible expresar la fuerza en términos solo de las posiciones de las partículas en un instante, porque esas posiciones y el propio instante son relativos a cada observador. Si tiene que existir una descripción válida para todos los observadores y por tanto covariante entonces esta descripción no puede basarse solo en la posición en cada instante de las partículas, y por tanto, no puede ser válida una teoría con acción a distancia.
Sin embargo, hasta finales del siglo XIX la acción a distancia se consideró una propiedad perfectamente aceptable. La diferencia de tiempos medidos por diferentes observaciones realizadas con la tecnología de la época casi no era medible y por tanto, la descripción mediante acción a distancia era compatible con los datos experimentales, que en general contenían errores aleatorios debidos a otros factores, y por tanto el carácter relativo del tiempo no se había podido medir adecuadamente.

## Solución relativista
La teoría de la relatividad soluciona el problema, haciendo que las fuerzas en un instante dependan de las posiciones anteriores de las partículas, como si el efecto de las otras partículas necesitara un tiempo para llegar hasta la partícula afectada por ellas. Un caso típico de esta descripción son los potenciales retardados de Liénard-Wiehert para el campo electromagnético.
Una interpretación posible de estas descripciones es que los campos de fuerza no son meros artificios, sino realidades físicas dotadas de energía y momento lineal que se propagan a una velocidad finita por el espacio. En teoría cuántica de campos esta interpretación va más lejos y se considera que el campo de hecho está formado por partículas bosónicas que se desplazan a velocidad finita, por lo que en esta teoría no existe una diferencia esencial entre las partículas interactuantes y el campo de fuerzas mediante el cual interactúan, siendo descritas ambos tipos de entidades físicas mediante un formalismo similar.

## Acción a distancia en mecánica cuántica
Diversos resultados de la mecánica cuántica parecen sugerir efectos que son una forma de acción a distancia. Uno de ellos es el famoso colapso de la función de onda, un proceso físico irreversible que afecta al estado cuántico de un sistema cuando se realiza una medida sobre él. Como un sistema cuántico entrelazado puede estar formado por partículas tal que las medidas sobre cada una de las partículas deben estar correlacionadas, la medida sobre una de ellas debe tener un efecto instantáneo y a distancia sobre el estado cuántico de la otra una vez realizada la medida, de tal manera que la correlación siga cumpliéndose. La paradoja de Einstein-Podolsky-Rosen sugería que ese tipo de acción a distancia era absurdo y la mecánica cuántica debía ser revisada.